# Lac de Ghiarghe Rosse
Le lac de Ghiarghe Rosse ou plus rarement lac de Lancone Soprano est un lac de Haute-Corse  situé au nord-est du Monte Cintu, à 2 175 m d'altitude, dans un cirque glaciaire dominé par le Capu a u Verdatu (2 583 m). Il est le plus haut et le plus étendu des lacs du Lancone (lacs de Ghiarghe Rosse, d'Occhi Neri et de Lancone Sottano).

## Géographie
Le lac de Ghjarghje Rosse a pour émissaire le ruisseau de Ruda un affluent du Golu.
Il a pour voisins proches deux autres lacs : le lac d'Ochji Neri à 2 165 mètres d'altitude et celui de Lancone suttanu à 2 155 mètres d'altitude. Non loin de là se situe le bien plus étendu lac Maiò à 2 275 mètres d'altitude, situé dans un autre petit cirque glaciaire séparé de celui du Lancone par une croupe rocheuse (2 344 m).

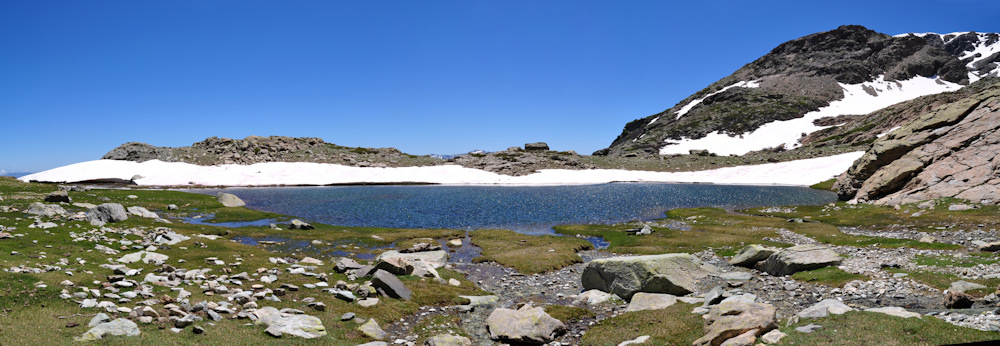
Le lac de Ghjarghje Rosse
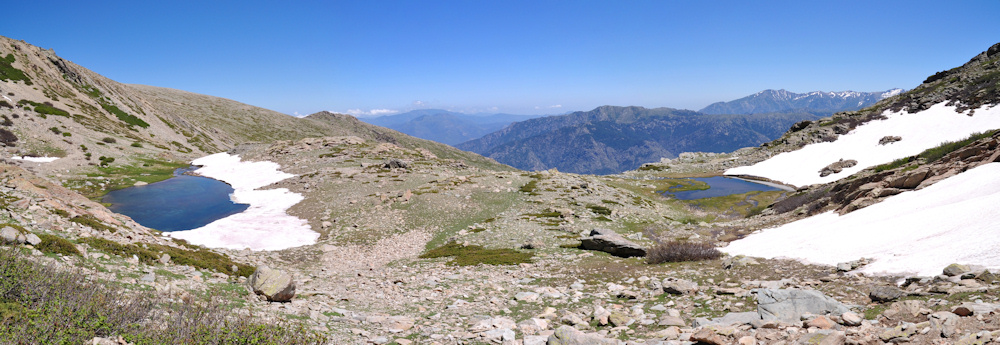
Le lac de Ghjarghje Rosse épaulé par le lac voisin d'Ochji Neri
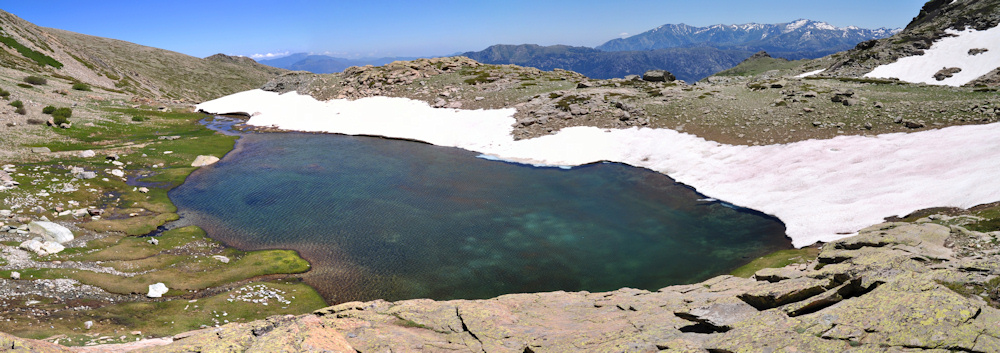
Le lac de Ghjarghje Rosse. Au loin, le massif du Monte Ritondu
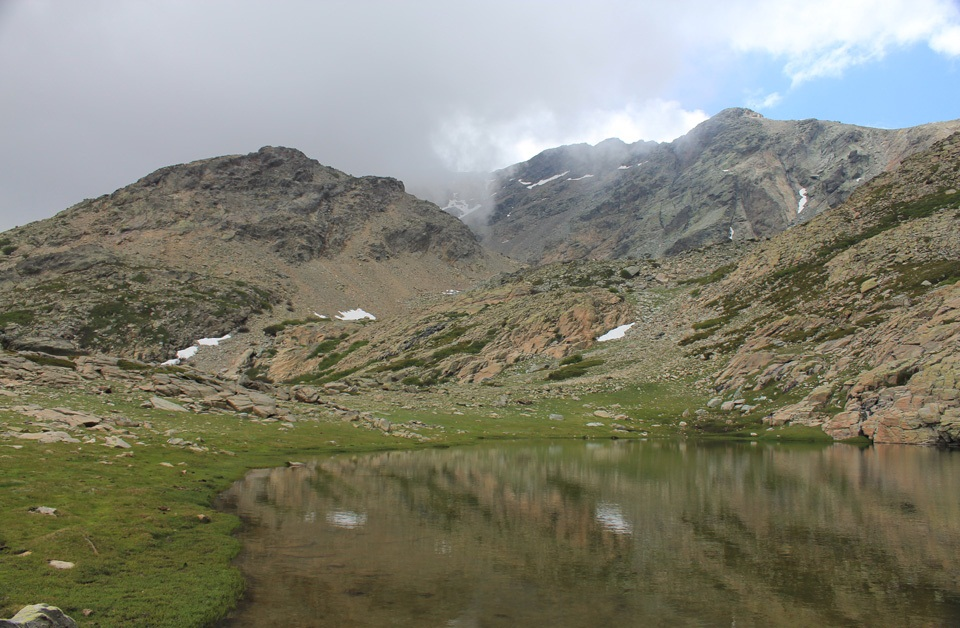
Le lac de Ghjarghje Rosse avec au fond le Capu a u Verdatu (2 583 m)